# Алёхин, Глеб Викторович
Глеб Викторович Алёхин-Масловский (1907 — 1994) — советский писатель и журналист, военный корреспондент.

## Биография
Родился 15 (28 мая) 1907 года в Красноуфимске (ныне Свердловская область). Происходил из старинного рода Масловских. Его дед, Константин Фёдорович, занимал пост вице-губернатора, был меценатом: учредил стипендии для бедных детей, богадельню для престарелых, приют для сирот, а также обеспечил добровольную дружину лошадьми и пожарной машиной. Он сочувствовал социал-демократам: в его квартире находилась подпольная квартира революционеров, а во флигеле жили ссыльные. Глеб Алёхин писал:
Когда же провокатор Базненко выдал конспиративную квартиру и в дом Масловского нагрянули с обыском, то Георгий успел сунуть улики в отцовский портфель. Отец всё видел и не выдал сына. Наоборот, снял фуражку, шинель (только что вернулся со службы) и, сверкая орденами, повысил голос: «Может, и меня обыщете?!» В тот год мой дедушка был вице-губернатором, и жандармы, понятно, отступили
Виктор Константинович, сын К. Ф. Масловского, был агрономом Старорусского земства. Семья поселилась в Старой Руссе на улице Каталова (ныне — улица Дзержинского). Глеб Масловский закончил приходскую Духовную школу, защищал ворота футбольной команды допризывников. Получил профессию ученика монтёра на фанерной фабрике. 

Позднее закончил Новгородский педагогический техникум и Ленинградский институт истории искусств. Увлечение философией привело его в «Общество воинствующих материалистов и диалектиков». 

В годы Великой Отечественной войны Глеб Масловский вступил добровольцем в Кировскую дивизию. Воевал на Ленинградском фронте, был военкором. Именно в это время появился псевдоним — Алёхин (так как эта фамилия была вписана во многие документы военных лет, позднее изменил фамилию на — Алёхин-Масловский). Печатал очерки и повести в армейской газете «Удар по врагу», большим успехом пользовалась повесть о разведчиках «Чёртова трубка». В 1942 году был принят в СП СССР.
После окончания войны посвятил себя литературной деятельности. В этом ему помогала супруга Антонина Емельяновна Масловская, автор книги «Блокадная тетрадь».
С 1966 года проживал в д. 38, к. 4 по Будапештской улице.
Умер в феврале 1994 года.

## Творчество
Первая повесть «Неуч» Глеба Алёхина вышла в 1938 году. В ней рассказывалось о том, как рабочий парень прочитал полное собрание сочинений В. И. Ленина.
Свой следующий роман «София» Глеб Алёхин закончил в 1941 году. Рукопись читали А. Н. Толстой и К. А. Федин. Редакция журнала «Новый мир» хотела опубликовать этот антирелигиозный роман, но рукопись погибла во время ленинградской блокады.
В 1945 году Глеб Алёхин приехал в Старую Руссу с целью написать роман. В 1961 году он был опубликован под названием «Мёртвый хватает живого» в журнале «Нева», а в 1971 году уже под названием «Белая тьма» вышел отдельной книгой. Действие романа происходит главным образом в Старой Руссе. Многие события, детали и факты для романа почерпнуты из жизни города времён НЭПа. В городе убит уполномоченный губчека Рогов, а в его кабинете появляется икона Старорусской Божьей Матери. Бывший пастух и участник гражданской войны Иван Матвеевич Воркун, назначенный начальником уголовного розыска, начинает расследование. Помогает ему в этом философ и натуралист-безбожник Калугин.
В 1962—1964 годах пьеса Глеба Алёхина «Магдебургские врата», посвящённая годам Великой Отечественной войны, ставилась в Новгородском драматическом театре.
В 1987 году вышла следующая книга Глеба Алёхина «Тайна дразнит разум». В неё вошли два романа — уже издававшаяся «Белая тьма» и новый роман «Тайна Тысячелетия». Дилогию объединяет главный герой романов — философ и краевед Н. Н. Калугин. Роман посвящён спасению от переплавки в 1925 году новгородского памятника «Тысячелетию России».
В 1980-е годы Алёхин начал готовить сборник легенд о Старорусском крае. Некоторые из них печатались в местной газете.
Последнее время Глеб Алёхин работал над сборником «Мои земляки», в котором рассказывал о известных земляках-староруссцах — академике Петрове-Масловском, лауреате государственной премии Чернецком и других. Отрывки из этой книги печатались в газете «Старорусская правда». Некоторые статьи были посвящены пребыванию в Старой Руссе Ф. М. Достоевского, жизни В. С. Сварога и его ученика В. Ушакова, других знаменитых деятелях, связанных с историей города.

## Землячество
В 1961 году Глеб Алёхин собрал 200 адресов земляков, проживающих в Ленинграде и Москве, предложил собраться всем в родном городе и шефствовать над ним. Он рассказывал:
«Помню, идея собрать земляков возникла у меня неожиданно. Многие от этой затеи отговаривали. Говорили, ничего у тебя не получится, никто не соберётся. Но я верил в бывших старорусцев и не ошибся. Приехал в Москву к маршалу Яковлеву, только сказал. что земляк его, он меня принял без очереди, а потом приехал на встречу. Двести пятьдесят человек нас собралось тогда. Это ли не подтверждение того, что земля, на которой родился, на всю жизнь твоя родная».
В течение 30 лет он был председателем землячества, помогал создавать художественную галерею картин живописца-рушанина В. С. Сварога, восстанавливать Дом-музей Ф. М. Достоевского совместно с его руководителем Георгием Смирновым. На 25-летие землячества писатель подарил городу выставку «Старорусцы — деятели науки и техники».

## Награды
- орден Отечественной войны II степени (22.5.1945)
- медаль «За боевые заслуги» (31.8.1943)
- медаль «40 лет освобождения Старой Руссы от немецко-фашистских захватчиков»
- Почётные грамоты Старорусского горисполкома.
- Почётный гражданин города Старая Русса.
- На доме № 38 по ул.Каталова, в котором с 1907 по 1919 годы проживал Глеб Алёхин установлена памятная доска.